# Birkenfeld, Main-Spessart
Birkenfeld là một community in the Main-Spessart district in the Regierungsbezirk Lower Franconia (Unterfranken) bang Bayern, Đức và thuộc Verwaltungsgemeinschaft (Cộng đồng hành chính) Marktheidenfeld.